# Hesperentomon kuratai
Hesperentomon kuratai är en urinsektsart som beskrevs av Imadaté 1989. Hesperentomon kuratai ingår i släktet Hesperentomon och familjen Hesperentomidae. Inga underarter finns listade i Catalogue of Life.